# Jeanne Faure-Sardet
Pour les articles homonymes, voir Faure.
Jeanne Faure-Sardet, née le 6 octobre 1877 à Oran, est une avocate et autrice algérienne. Diplômée de langue arabe, elle est avocate au barreau d'Alger. Elle est proche du mouvement de l'algérianisme.

## Œuvres
- Deux femmes, Paris: La jeune académie, 1930.
- Hélia, une française en Algérie, Alger: Africa, 1932[4].
- Enamorada, Alger: P. et G. Soubiron, 1933[5].
- Fille d'arabe, Paris: Eugène Figuière, 1935[6].
- La Chatte Salammbô, Alger: Éditions de la "Typographie d'art", 1936[7].
- Un rêve à Tipasa, Alger: Éditions de la "Typographie d'art", 1938[8].
- Laubarie ou la voix du Christ, Vaison-la-Romaine: Éditions Bonne presse du Midi, 1947[9].

## Prix et distinctions
En 1931, elle reçoit le Grand Prix littéraire de l'Algérie pour Deux femmes.